# 法證會計組
法證會計組（英文：Forensic Accounting Group）前身為財務調查組（英文：Financial Investigation Group），隸屬於香港廉政公署執行處支援小組，其主要責任為追蹤資金流，協助其他部門尋找可疑交易及提供蒐證意見，並且打擊涉及上市公司的貪污罪行。在需要時，在法院上以專家的身份擔任證人。

## 組織
法證會計組由總法證會計師出任主管，領導9名人員，職級分別為總法證會計師、高級法證會計師及法證會計師。
- 一隊負責案件初期事務，包括分析帳目及資金流向等，及向調查員提供意見
- 一隊負責在檢控過程中擔任專家證人。

### 歷任主管
- 鄧淑妮（2012年8月－2016年7月）
- 吳啟平（署任）（2016年8月－）

## 歷史
至2011年，涉及財務調查事務的案件有達93宗，涉及款額達82億港元，涉及交易數目接近6,500項，即平均每宗案件涉及交易近70項。同年8月，有見於涉及上市公司的貪污案件愈來愈複雜，涉案人通常都是熟悉會計及財務知識的專業人士，而且上市公司所牽涉的貪污案件不時都涉及董事等高層人士，其手法有虛構公司帳目及營業額以符合上市規定、偽造虛假交易挪用公司資金及榨取信貸額等，亦可以牽連到其子公司、境外及空殼公司等，對於調查案件初期資料實在有限，對執法機關的調查難度極高。廉政公署遂成立法證會計組，專門負責相關事務。

## 遴選訓練
投考加入法證會計組的人員必須擁有專業會計師資格，並且擁有最少兩年法證會計或者財務調查經驗。
成功投考加入的人員將會接受訓練，內容包括《香港法律》及證據準則等。

## 外部連結
- 財務委員會 人事編制小組委員會討論文件 （页面存档备份，存于）